# HD 11408
HD 11408，又名BD+54 408，SAO 22716、HR 540，是一颗恒星，视星等为6.45，位于銀經131.72，銀緯-6.21，其B1900.0坐标为赤經1h 47m 10.9s，赤緯+55° -6.21′ 17″。